# Gilbert Desmet
Gilbert Desmet (Roeselare, 3 febbraio 1931 – Rumbeke, 30 giugno 2024) è stato un ciclista su strada e dirigente sportivo belga.

## Carriera
Adatto alle classiche, fu professionista dal 1952 al 1967; vinse una Freccia Vallone, una tappa alla Vuelta a España, una Quatre Jours de Dunkerque e numerose semi-classiche belghe.
Desmet fu anche capace di competere per le alte posizioni delle classifiche generali dei grandi giri, in particolare al Tour de France ottenne un quarto posto nel 1962 e un ottavo nel 1964. Nella Grande Boucle indossò inoltre la maglia gialla simbolo del primato per due giorni nel 1956 e per dieci giorni nel 1963.
Divenne noto anche come Desmet I per distinguerlo dall'omonimo Gilbert Desmet ("Desmet II"), ciclista nato nel 1936 e suo compagno di squadra per tre stagioni alla Wiel's-Groene Leeuw.

## Palmarès
- 1951 (dilettanti)

Circuit des Régions Frontalières
- 1952 (Groene Leeuw, una vittoria)

Circuit du Port de Dunkerque
- 1954 (Groene Leeuw, una vittoria)

Grote Prijs Stad Zottegem
- 1955 (Grone Leeuw, una vittoria)

Desselgem Koerse
- 1956 (Bertin, una vittoria)

Omloop van Oost-Vlaanderen
1ª tappa Trophée des Trois Nations (Eisden > Heerle)
Classifica generale Trophée des Trois Nations
- 1957 (Faema, tre vittorie)

Circuit des Régions Frontalières
De Drie Zustersteden
Omloop van het Houtland
- 1958 (Faema, quattro vittorie)

Kuurne-Bruxelles-Kuurne
7ª tappa Vuelta a España (Valencia > Cuenca)
Omloop van het Houtland
Parigi-Tours
- 1959 (Faema/Carpano, due vittorie)

1ª prova Meulebeke (Meulebeke > Meulebeke)
Classifica generale Meulebeke
- 1960 (Carpano, cinque vittorie)

Kampioenschap van Vlaanderen
3ª tappa Parigi-Nizza (Bourges > Montceau-les-Mines)
1ª tappa Genova-Roma (Genova > Viareggio)
Classifica generale Genova-Roma
Prijs Jules Lowie
- 1961 (Carpano, due vittorie)

1ª tappa Giro di Sardegna (Torino > Genova)
Gran Premio Industria e Commercio di Prato
- 1962 (Carpano, una vittoria)

2ª tappa Tour de Suisse (Thun > Bellinzona)
- 1963 (Wiel's, due vittorie)

3ª tappa Quattro Giorni di Dunkerque (Dunkerque > Dunkerque)
4ª tappa Quattro Giorni di Dunkerque (Dunkerque > Dunkerque)
- 1964 (Wiel's, tre vittorie)

Freccia Vallone
Classifica generale Quattro Giorni di Dunkerque
2ª tappa, 2ª semitappa Giro del Lussemburgo (Grevenmacher > Bettembourg)
- 1965 (Wiel's, due vittorie)

Omloop van het Houtland
2ª tappa, 2ª semitappa Giro del Delfinato (Roanne > Saint-Étienne)
- 1966 (Romeo, una vittoria)

Grand Prix d'Orchies

### Altri successi
- 1951 (dilettanti)

Soignies
- 1952 (Groene Leeuw)

Ommegangprijs - Kermesse di Vichte
Criterium di Standen
Kermesse di Ruiselede
- 1953 (Groene Leeuw)

Keresse di Boome
- 1954 (Groene Leeuw)

Criterium di Ronse
Anversa-Herselt
Kermesse di Welle
- 1955 (Grone Leeuw)

Textielprijs - Kermesse di Vichte
Criterium di Moorsele
Kermesse di Hamme
Kermesse di Houthulst
Kermesse di Kortrijk
Kermesse di Heule
- 1956 (Bertin)

Kermesse di Beernem
Kermesse di Mechelen
- 1957 (Faema)

Grand Prix Stad Kortrijk (Criterium)
Chateau-Chinon (Criterium)
Criterium di Avelgem
Kermesse di Sint-Andries
- 1958 (Faema)

Criterium di Zingem
Criterium di Eeklo
Kermesse di Eke
Kermesse di Beernem
Kermesse di Handzame
Kermesse di Roeselare
- 1959 (Faema/Carpano)

Grand Prix Stad Kortrijk (Criterium)
Grote Prijs Marcel Kint - Kermesse di Zwevegem
Grand Prix Raf Jonckheere - Kermesse di Westrozebeke
Heusden-Destelbergen (Kermesse)
Criterium di Ronse
Criterium di Heusden
Kermesse di Zele
Kermesse di Gistel
Kermesse di Mortsel
Kermesse di Diksmuide
Kermesse di Deinze
Kermesse di Herenthout
Kermesse di Langemark
Grand Prix Desselgem
Vijfbergenomloop
- 1960 (Carpano)

Criterium di Ronse
Buggenhout-Opstal (Kermesse)
Kermesse di Kortemark
Kermesse di Zele
Kermesse di Handzame
Kermesse di Bellegem
Grand Prix Desselgem
- 1961 (Carpano)

Criterium di Ede
Criterium di Eede
Criterium di Assebroek
Criterium di Roeselare
Stal-Koersel (Kermesse)
Beringen-Koersel (Kermesse)
Witte Donderdagprijs - Kermesse di Bellegem
Stal - Koersel
- 1962 (Carpano)

Vailly-sur-Sauldre (Criterium)
Riom ès Montagnes (Criterium)
Saint-Georges de Chesné (Criterium)
Kustpijl Knokke Heist
Omloop der drie Provinicien
Brioude
- 1963 (Wiel's)

Circuit du Tro-Ker (Criterium)
Woluwé - St Lambert (Criterium)
Criterium Sint-Lambrechts-Woluwe
Criterium di De Panne
Criterium di Guerlesquin
Heusden-Destelbergen (Kermesse)
Grand Prix Desselgem
Briounde
- 1964 (Wiel's)

Criterium di Boulogne-sur-Mer
Criterium di Pommeroeul
- 1966 (Romeo)

Kermesse di Zonnebeke
Kermesse di Kotermark

## Piazzamenti

### Grandi giri
- Tour de France

1956: 21º
1958: fuori tempo massimo (20ª tappa)
1962: 4º
1963: 26º
1964: 8º
1965: 16º
- Vuelta a España

1958: 12º

### Classiche monumento
- Milano-Sanremo

1958: 10º
1959: 35º
1960: 19º
1961: 62º
1962: 9º
1963: 19º
1966: 58º
- Giro delle Fiandre

1953: 43º
1956: 11º
1959: 3º
1960: 4º
1961: 14º
1963: 19º
1964: 9º
1965: 22º
1966: 30º
1967: 47º
- Parigi-Roubaix

1954: 66º
1958: 55º
1959: 2º
1960: 7º
1961: 10º
1963: 19º
1964: 9º
1965: 24º
1966: 59º
1967: 22º
- Liegi-Bastogne-Liegi

1959: 9º
1960: 19º
1962: 34º
1963: 17º
1965: 8º
1968: 38º
- Giro di Lombardia

1958: 68º
1959: 17º
1960: 13º

### Competizioni mondiali
- Campionati del mondo

Moorslede 1950 - In linea Dilettanti: 5º
Zandvoort 1959 - In linea Professionisti: 18º
Ronse 1963 - In linea Professionisti: 6º
Sallanches 1964 - In linea Professionisti: 20º